# Ece Yaşar
Ece Yaşar (Ankara, 17 giugno 1994) è un'attrice turca.

## Biografia
Nata nel 1994 ad Ankara (Turchia) dalla madre Ümmühan e dal padre Mehmet Ali Yaşar, Ece dopo aver completato l'istruzione primaria e secondaria e aver studiato danza classica presso il conservatorio statale di Ankara dell'Università Hacettepe, ha deciso di iscriversi presso la facoltà di lingua, storia e geografia del dipartimento di recitazione dell'Università di Ankara, dove al termine degli studi ha conseguito la laurea. Dopo aver iniziato a recitare in teatro, nel 2016 e nel 2017 ha fatto la sua prima apparizione sul piccolo schermo con il ruolo di Eda nella serie Endless Love (Kara Sevda), seguita nel 2017 dalla serie Aşk Laftan Anlamaz.
Dal 2016 al 2021 è stata scelta per interpretare il ruolo di Karaca Koçovalı nella serie Çukur. Nel 2018 ha compiuto il suo esordio al cinema con il ruolo di Maral nel film Direniş Karatay diretto da Selahattin Sancaklı. Nello stesso anno è apparsa nel video musicale Gamzendeki Çukur di Kubilay Aka con Hayko Cepkin. Nel 2021 ha fatto parte del cast della serie Alev Alev e ha vestito i panni di Nazlı nella serie Ölüm Zamanı. Nel 2021 e nel 2022 ha ricoperto il ruolo di Derya Güven nella serie Annemizi Saklarken. Nel 2023 ha ottenuto il ruolo di Ceylan nella serie Kısmet e quello di Sevgi nel film Prestij Meselesi diretto da Mahsun Kırmızıgül. Nel 2024 è apparsa nel film Ben ve Babam - Vatan diretto da Berat Özdoğan e ha ricoperto il ruolo di Oznur nel film Ölü Mevsim diretto da Dogus Algün, seguito nel 2025 dal cortometraggio Kraliçe diretto da Deniz Uymaz.

## Filmografia

### Cinema
- Direniş Karatay, regia di Selahattin Sancaklı (2018)
- Prestij Meselesi, regia di Mahsun Kırmızıgül (2023)
- Ben ve Babam - Vatan, regia di Berat Özdoğan (2024)
- Ölü Mevsim, regia di Dogus Algün (2024)

### Televisione
- Endless Love (Kara Sevda) – serie TV (Star TV, 2016-2017)
- Aşk Laftan Anlamaz – serie TV, 3 episodi (Show TV, 2017)
- Çukur – serie TV, 128 episodi (Show TV, 2016-2021)
- Alev Alev – serie TV, 1 episodio (Show TV, 2021)
- Ölüm Zamanı – serie TV, 8 episodi (Exxen, 2021)
- Annemizi Saklarken – serie TV, 8 episodi (Star TV, 2021-2022)
- Kısmet – serie TV, 10 episodi (Fox, 2023)

### Cortometraggi
- Kraliçe, regia di Deniz Uymaz (2025)

### Video musicali
- Gamzendeki Çukur di Kubilay Aka feat. Hayko Cepkin, regia di Yunus Ozan Korkut (2018)

## Teatro
- Hayvan Çiftliği (2017)[25]
- At Gözü (2019)[26]
- Babaannemin Masalı (2019)[27]
- BİR mor ve ötesi MÜZİKALİ: ARAF (2024)[28]

## Riconoscimenti
- Adana Film Festival
  - 2024: Vincitrice come Miglior attrice con Funda Eryiğit per il film Ölü Mevsim[29]
- Ankara International Film Festival
  - 2024: Vincitrice come Miglior attrice non protagonista per il film Ölü Mevsim[30]